# Bailleulmont
Bailleulmont est une commune française située dans le département du Pas-de-Calais en région Hauts-de-France. Ses habitants sont appelés les Bailleulmontois. La commune est membre de la communauté de communes des Campagnes de l'Artois.

## Géographie

### Localisation
Localisée dans le sud-est du département du Pas-de-Calais, Bailleulmont est une commune rurale située, à vol d'oiseau, à 9 km au sud-est de la commune d'Avesnes-le-Comte et à 14 km au sud-ouest de la commune d’Arras (chef-lieu d'arrondissement et préfecture du Pas-de-Calais).
Le territoire de la commune est limitrophe de ceux de huit communes.
Les communes limitrophes sont Gouy-en-Artois, Humbercamps, Pommier, Bailleulval, Bavincourt, Berles-au-Bois, La Cauchie et La Herlière.

### Géologie et relief
La superficie de la commune est de 5,41 km2 ; son altitude varie de 106  à   158 mètres.

### Hydrographie
Le territoire de la commune est situé dans le bassin Artois-Picardie.
Le territoire communal est drainé par la rivière le Crinchon, qui prend sa source dans la commune, un affluent en rive-droite de la Scarpe et qui se jette dans la rivière Scarpe au niveau de la commune de Saint-Nicolas, et par le Bailleulmont, d'une longueur de 1,33 km.

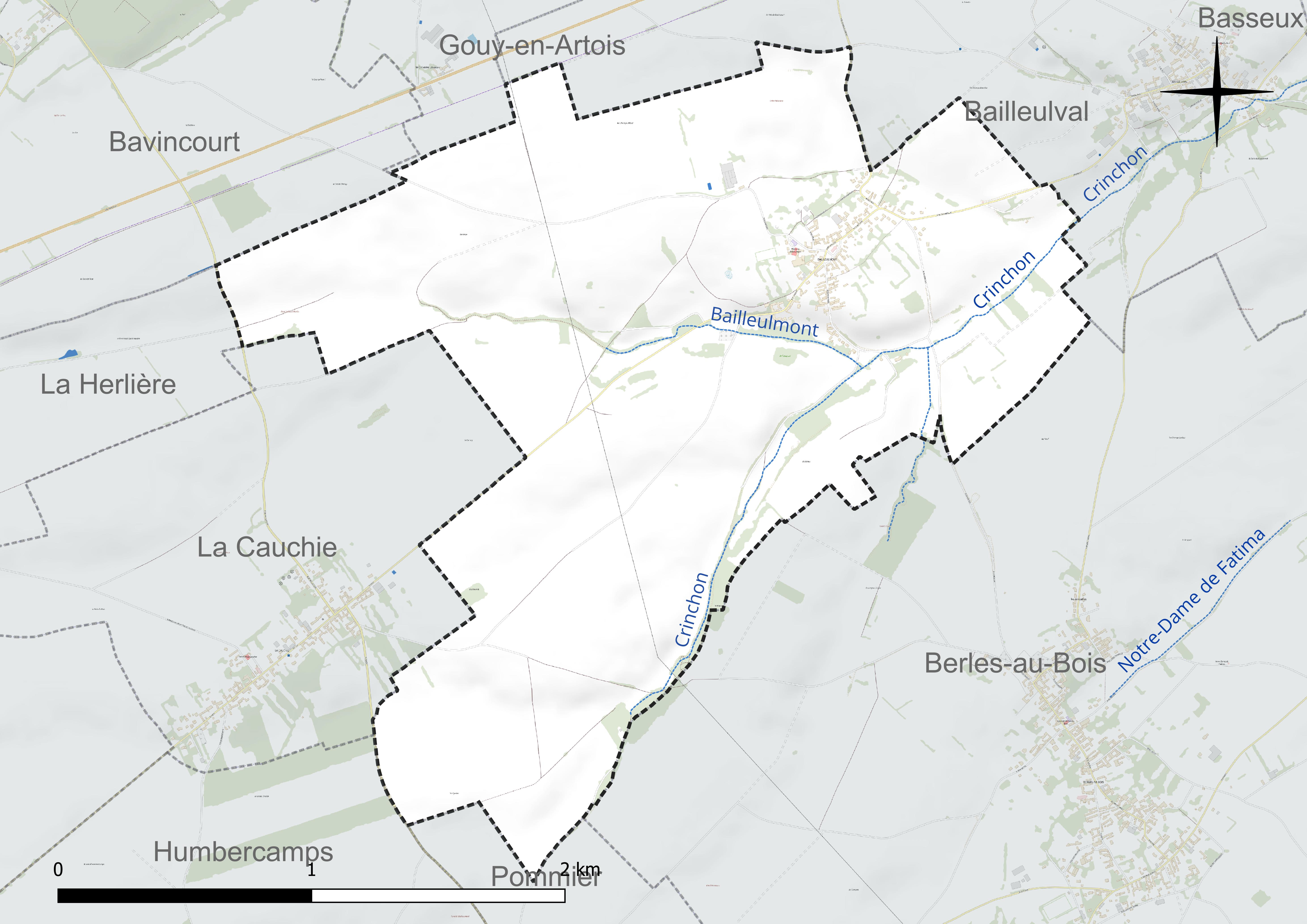
Réseau hydrographique de Bailleulmont.

### Climat
Pour des articles plus généraux, voir Climat des Hauts-de-France et Climat du Pas-de-Calais.
En 2010, le climat de la commune est de type climat océanique dégradé des plaines du Centre et du Nord, selon une étude du CNRS s'appuyant sur une série de données couvrant la période 1971-2000. En 2020, Météo-France publie une typologie des climats de la France métropolitaine dans laquelle la commune est exposée à un climat océanique et est dans la région climatique Nord-est du bassin Parisien, caractérisée par un ensoleillement médiocre, une pluviométrie moyenne régulièrement répartie au cours de l’année et un hiver froid (3 °C).
Pour la période 1971-2000, la température annuelle moyenne est de 9,9 °C, avec une amplitude thermique annuelle de 14,4 °C. Le cumul annuel moyen de précipitations est de 841 mm, avec 12,7 jours de précipitations en janvier et 9,4 jours en juillet. Pour la période 1991-2020, la température moyenne annuelle observée sur la station météorologique la plus proche, située sur la commune de Saulty à 6 km à vol d'oiseau, est de 10,4 °C et le cumul annuel moyen de précipitations est de 899,7 mm,. Pour l'avenir, les paramètres climatiques de la commune estimés pour 2050 selon différents scénarios d'émission de gaz à effet de serre sont consultables sur un site dédié publié par Météo-France en novembre 2022.

### Paysages
Pour un article plus général, voir Paysage en France.
La commune s'inscrit dans les « paysages des grandes plaines arrageoises et cambrésiennes » tels qu'ils sont définis dans l'atlas de paysages de la région Nord-Pas-de-Calais, conçu par la direction régionale de l'Environnement, de l'Aménagement et du Logement (DREAL),.
Ces « paysages des grandes plaines arrageoises et cambrésiennes », qui concernent 238 communes, sont constitués de 80,36 % de cultures, de 8,01 % d'espaces artificialisés avec les communes principales de Cambrai, Caudry, Bapaume et Avesnes-le-Comte, de 7,25 % de prairies naturelles, permanentes, de 3,19 % de forêts et de milieux semi-naturels, 0,77 % de friches industrielles, de 0,38 % de cours d'eau et plan d'eau et de 0,04 % d’espaces industriels. Ces paysages sont dominés par les « grandes cultures » de céréales et de betteraves industrielles qui représentent 70 % de la surface agricole utilisée (SAU).

## Urbanisme

### Typologie
Au 1er janvier 2024, Bailleulmont est catégorisée commune rurale à habitat dispersé, selon la nouvelle grille communale de densité à sept niveaux définie par l'Insee en 2022.
Elle est située hors unité urbaine. Par ailleurs la commune fait partie de l'aire d'attraction d'Arras, dont elle est une commune de la couronne,. Cette aire, qui regroupe 163 communes, est catégorisée dans les aires de 50 000 à moins de 200 000 habitants,.

### Occupation des sols
L'occupation des sols de la commune, telle qu'elle ressort de la base de données européenne d’occupation biophysique des sols Corine Land Cover (CLC), est marquée par l'importance des territoires agricoles (95,3 % en 2018), une proportion identique à celle de 1990 (95,3 %). La répartition détaillée en 2018 est la suivante : 
terres arables (72,6 %), prairies (22,7 %), zones urbanisées (4,7 %). L'évolution de l’occupation des sols de la commune et de ses infrastructures peut être observée sur les différentes représentations cartographiques du territoire : la carte de Cassini (XVIIIe siècle), la carte d'état-major (1820-1866) et les cartes ou photos aériennes de l'IGN pour la période actuelle (1950 à aujourd'hui).

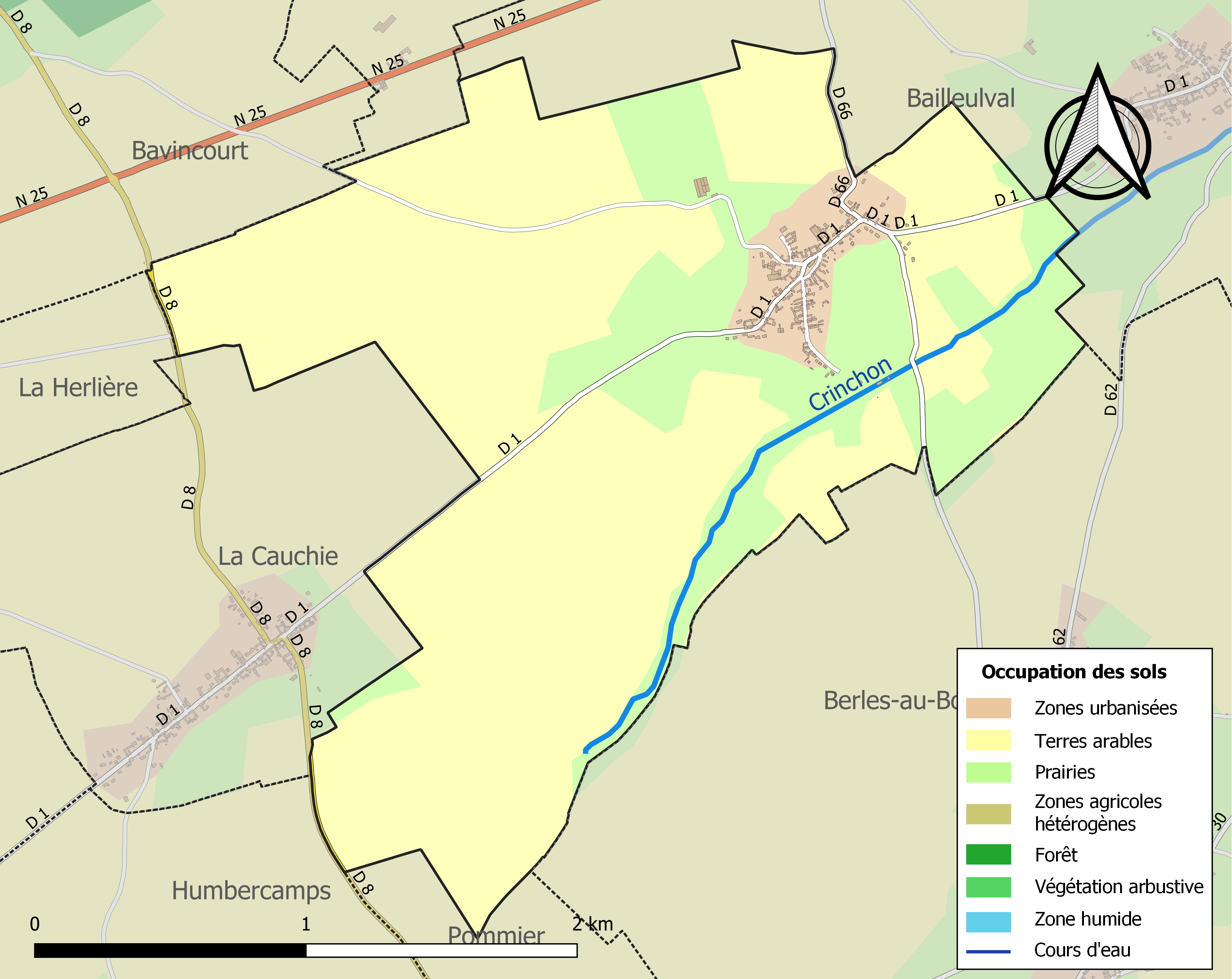
Carte des infrastructures et de l'occupation des sols de la commune en 2018 (CLC).

### Voies de communication et transports

#### Voies de communication
La commune est desservie par les routes départementales D 1 et la D 66. La route nationale 25, reliant Amiens à Arras, passe à un kilomètre au nord de l'agglomération.

#### Transport ferroviaire
La gare la plus proche de la commune est la gare d'Arras, située à 17 km, et qui se trouve sur la ligne de Paris-Nord à Lille. C'est une gare de la Société nationale des chemins de fer français (SNCF), desservie par des TGV inOui et des trains régionaux du réseau TER Hauts-de-France.

## Toponymie
Le nom de la localité est attesté sous les formes Bailluel sub monte en 1128 (abb. d’Étrun, c. i), Balluel en 1180 (titres de Hte-Avesnes, p. 15), Bailluel el mont en 1250 (Tailliar, rec., p. 181), Balloel in monte en 1273 (cart. des chapellenies d’Arr., f° 76 v°), Bailloel ou mont en 1471 (cart. des chartrses de Gosnay, f° 345 v°), Bailleul le Mont en 1501 (arch. du Nord, ch. des comptes), Baillermont en 1675 (Arch. nat., S. 4816), Bailleulmont (D. Dewitte, t. IX) et Bailleul Mont au XVIIIe siècle(Cass.).
Ce toponyme est issu du latin balliculum (« palissade »), ou d'un mot de base baculum (« bâton ») et le suffixe diminutif -eolum de présence. Dans les deux cas, la ville a été nommée d'après la palissade qui l'entourait.
Bailluel el mont en 1250, de l'oïl el mont « en amont » ( par opposition à Bailleulval ).

## Histoire
La commune est décorée de la croix de guerre 1914-1918 par décret du 23 septembre 1920, distinction également attribuée à 276 autres communes du Pas-de-Calais.

## Politique et administration

### Découpage territorial
La commune se trouve dans l'arrondissement d'Arras du département du Pas-de-Calais.

#### Commune et intercommunalités
La commune est membre de la communauté de communes des Campagnes de l'Artois.

#### Circonscriptions administratives
La commune est rattachée au canton d'Avesnes-le-Comte.

#### Circonscriptions électorales
Pour l'élection des députés, la commune fait partie de la première circonscription du Pas-de-Calais.

### Élections municipales et communautaires

#### Liste des maires
| Période                                  | Période                       | Identité           | Étiquette | Qualité                                  |
| ---------------------------------------- | ----------------------------- | ------------------ | --------- | ---------------------------------------- |
| Les données manquantes sont à compléter. |                               |                    |           |                                          |
|                                          |                               | Emile Blampain     |           | Agriculteur                              |
|                                          |                               | Georges Gorriez    |           |                                          |
|                                          | 1995                          | Guy Blampain       |           | Agriculteur                              |
| mars 1995                                | 2001                          | Marc Villain       |           | Expert automobile                        |
| mars 2001                                | 2008                          | Bernard Cailleret  |           | Artisan                                  |
| mars 2008                                | 2020                          | Jacques Carpentier |           | Retraité Réélu pour le mandat 2014-2020, |
| 23 mai 2020                              | En cours (au 31 janvier 2020) | Thomas Bonnelle    |           | Agriculteur,                             |

## Équipements et services publics

### Justice, sécurité, secours et défense
La commune dépend du tribunal judiciaire d'Arras, du conseil de prud'hommes d'Arras, de la cour d'appel de Douai, du tribunal de commerce d'Arras, du tribunal administratif de Lille, de la cour administrative d'appel de Douai et du tribunal pour enfants d'Arras.

## Population et société

### Démographie
Les habitants de la commune sont appelés les Bailleulmontois.
Le nom jeté des habitants de la commune serait « les longs cotrons » (les longues robes).

#### Évolution démographique
L'évolution du nombre d'habitants est connue à travers les recensements de la population effectués dans la commune depuis 1793. Pour les communes de moins de 10 000 habitants, une enquête de recensement portant sur toute la population est réalisée tous les cinq ans, les populations de référence des années intermédiaires étant quant à elles estimées par interpolation ou extrapolation. Pour la commune, le premier recensement exhaustif entrant dans le cadre du nouveau dispositif a été réalisé en 2005.

En 2022, la commune comptait 216 habitants, en évolution de −11,48 % par rapport à 2016 (Pas-de-Calais : −0,72 %, France hors Mayotte : +2,11 %).
| 1793 | 1800 | 1806 | 1821 | 1831 | 1836 | 1841 | 1846 | 1851 |
| ---- | ---- | ---- | ---- | ---- | ---- | ---- | ---- | ---- |
| 341  | 315  | 304  | 374  | 381  | 371  | 365  | 394  | 383  |

| 1856 | 1861 | 1866 | 1872 | 1876 | 1881 | 1886 | 1891 | 1896 |
| ---- | ---- | ---- | ---- | ---- | ---- | ---- | ---- | ---- |
| 389  | 407  | 370  | 368  | 369  | 320  | 345  | 351  | 308  |

| 1901 | 1906 | 1911 | 1921 | 1926 | 1931 | 1936 | 1946 | 1954 |
| ---- | ---- | ---- | ---- | ---- | ---- | ---- | ---- | ---- |
| 309  | 308  | 297  | 263  | 266  | 239  | 220  | 226  | 218  |

| 1962 | 1968 | 1975 | 1982 | 1990 | 1999 | 2005 | 2006 | 2010 |
| ---- | ---- | ---- | ---- | ---- | ---- | ---- | ---- | ---- |
| 221  | 214  | 214  | 249  | 282  | 253  | 244  | 243  | 257  |

| 2015 | 2020 | 2022 | - | - | - | - | - | - |
| ---- | ---- | ---- | - | - | - | - | - | - |
| 247  | 220  | 216  | - | - | - | - | - | - |

#### Pyramide des âges
La population de la commune est relativement âgée.
En 2018, le taux de personnes d'un âge inférieur à 30 ans s'élève à 24,6 %, soit en dessous de la moyenne départementale (36,7 %). À l'inverse, le taux de personnes d'âge supérieur à 60 ans est de 38,2 % la même année, alors qu'il est de 24,9 % au niveau départemental.
En 2018, la commune comptait 114 hommes pour 119 femmes, soit un taux de 51,07 % de femmes, légèrement inférieur au taux départemental (51,5 %).
Les pyramides des âges de la commune et du département s'établissent comme suit.
| Hommes | Classe d’âge | Femmes |
| ------ | ------------ | ------ |
| 1,9    | 90 ou +      | 0,0    |
| 8,3    | 75-89 ans    | 11,6   |
| 28,7   | 60-74 ans    | 25,9   |
| 19,4   | 45-59 ans    | 24,1   |
| 16,7   | 30-44 ans    | 14,3   |
| 12,0   | 15-29 ans    | 10,7   |
| 13,0   | 0-14 ans     | 13,4   |

| Hommes | Classe d’âge | Femmes |
| ------ | ------------ | ------ |
| 0,5    | 90 ou +      | 1,6    |
| 5,6    | 75-89 ans    | 8,9    |
| 16,7   | 60-74 ans    | 18,1   |
| 20,2   | 45-59 ans    | 19,2   |
| 18,9   | 30-44 ans    | 18,1   |
| 18,2   | 15-29 ans    | 16,2   |
| 19,9   | 0-14 ans     | 17,9   |

### Sports et loisirs

#### Pistes cyclables
La véloroute « La Voie verte », d'une longueur de 17 kilomètres, construite en 2011 sur une partie de l'ancienne ligne de Doullens à Arras, relie les communes de Dainville et Saulty en passant par Wailly, Beaumetz-lès-Loges, Basseux, Bailleulval, Bailleulmont, Bavincourt, La Herlière.

## Économie

### Revenus de la population et fiscalité
En 2019, dans la commune, il y a 96 ménages fiscaux qui comprennent 220 personnes pour un revenu médian disponible par unité de consommation de 22 040 euros, soit supérieur au revenu médian de la France métropolitaine qui est de 21 930 euros,.

## Culture locale et patrimoine

### Lieux et monuments

#### Monument historique

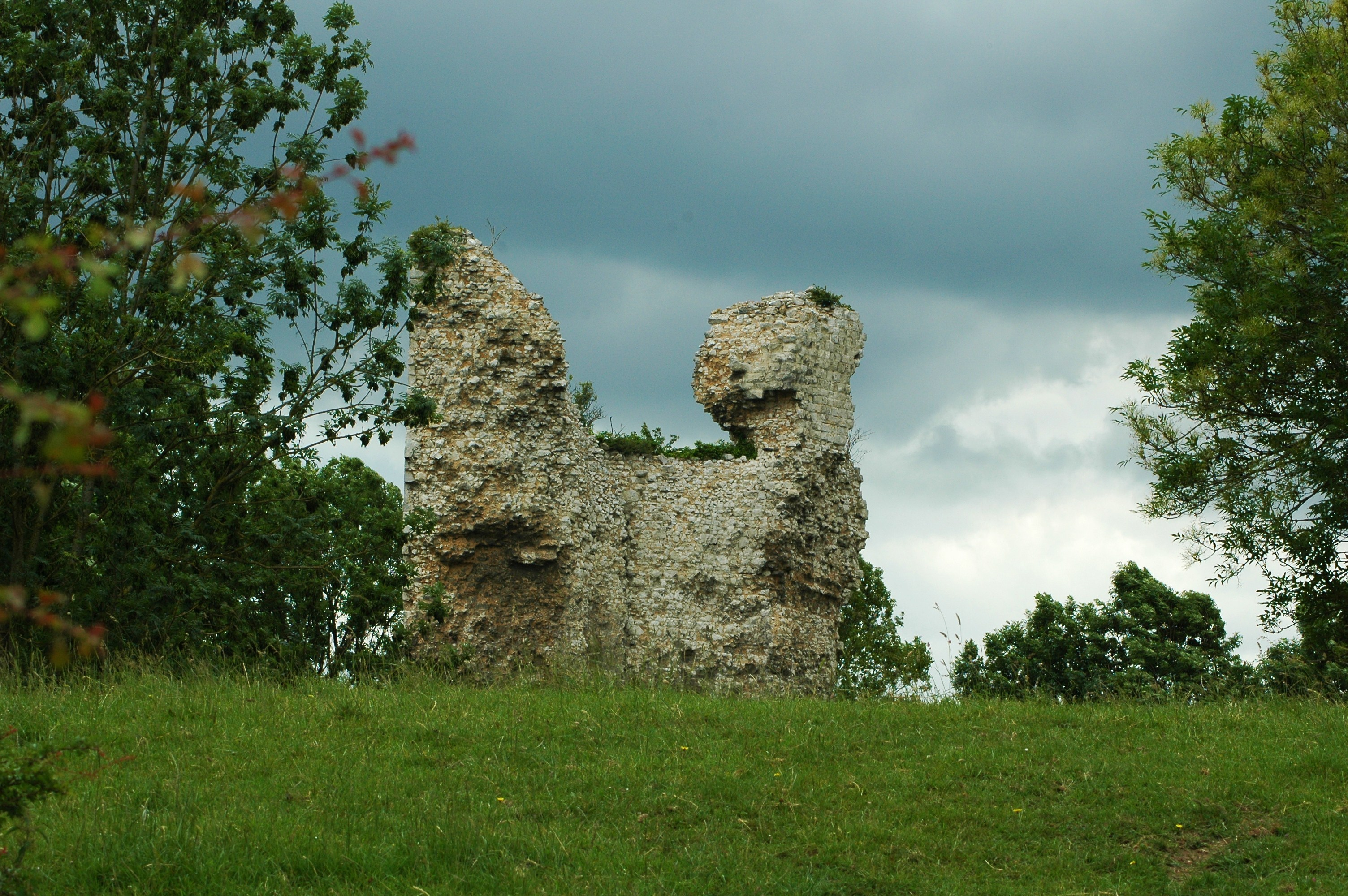
Les ruines du donjon.

- Le château fort, dont il ne subsiste que les ruines du donjon, les douves et la motte féodale. Les ruines du donjon et la motte féodale sont inscrits au titre des monuments historiques depuis le 23 avril 1974[37].

La butte de l'ancien château pourrait renfermer des souterrains.

#### Autres lieux et monuments
- L'église Saint-Martin.
- Le monument aux morts[39].

### Héraldique
| Armes de Bailleulmont | Les armes de Bailleulmont se blasonnent ainsi : de gueules à la bande d'or, accompagné de six billettes du même posées à plomb, trois en chef ordonnées 2 et 1 et trois en pointe rangées en bande. |

Ce blason est celui des seigneurs de Saveuse, qui furent en leur temps, seigneurs de Bailleulmont ; on note toutefois une légère différence dans la disposition des billettes par rapport aux armes de la famille.

## Pour approfondir